# Francevilles flygplats
Francevilles flygplats är en flygplats vid Mvengué utanför Franceville i Gabon. Den ligger i provinsen Haut-Ogooué, i den östra delen av landet, 500 km sydost om huvudstaden Libreville. Francevilles flygplats ligger 442 meter över havet. IATA-koden är MVB och ICAO-koden FOON.